# Brachyptera auberti
Brachyptera auberti är en bäcksländeart som beskrevs av Giovanni Consiglio 1957. Brachyptera auberti ingår i släktet Brachyptera och familjen vingbandbäcksländor. Inga underarter finns listade i Catalogue of Life.